# CELU
西班牙语证书: 语言及应用（西班牙語：Certificado de Español: Lengua y Uso，缩写CELU）是被阿根廷共和国教育部、外交及宗教事务部所承认的官方西班牙语证书。对应的CELU考试评估语言使用者在不同情况下运用西班牙语口语及书写的能力。证书一经考取，终身有效。

## 历史
2001年10月12日，阿根廷共和国教育、科学和技术部签署第919/01号决议；外交、国际贸易和宗教事务部签署第3264号决议，正式批准设立西班牙语对外（Español como Lengua Extranjera，缩写ELE）考试证书及其标准。
2001年11月15日，阿根廷共和国教育、科学和技术部与布宜诺斯艾利斯大学（UBA），国立滨海大学（UNL）和国立科尔多瓦大学（UNC）签署联合协议，组成理事会，规范ELE考试的运作。2004年，上述大学成立了一个大学校际联盟，负责西班牙语作为第二语言及外语（Español como Lengua Segunda y Extranjera，简称ELSE）的教学、测试及认证工作。如今，阿根廷几乎三分之二的国立大学属于ELSE联盟的一员。
2004年11月，阿根廷共和国教育、科学和技术部与中华人民共和国教育部签署备忘录，互相承认西班牙语（ELE）和汉语（HSK）语言证书。
2005年1月31日，阿根廷共和国教育、科学和技术部签署第28/05号决议，证书更名为CELU，用以证明非西语母语外国人的西语语言应用能力。

## 证书
CELU证书是由阿根廷国家大学校际联盟委员会（CIN）的ELSE大学校际联盟颁发。在国际层面上已经与巴西、中国及意大利政府签订了互相认可协议。证书分为中级和高级两个级别。中级对应欧洲共同语言参考标准B2级，高级对应欧洲共同语言参考标准C1级。

## 考试
CELU考试每年在6月和11月定期举行两次，考点包括ELSE大学校际联盟中的所有学校。同时它在巴西、法国巴黎、德国柏林、奥地利萨尔茨堡和意大利米兰也有几个考点。同時，考生也可以線上形式參加該考試。
| 考试概要 | 考试概要             | 考试概要   | 考试概要 |
| 形式     | 考查技能             | 时间要求   | 考查内容 |
| -------- | -------------------- | ---------- | --- |
| 笔试     | - 阅读 - 听力 - 写作 | 3小时以内  | - 收听几分钟西语广播节目的录音，然后根据试题要求完成一篇相关的作文。 - 阅读短篇文本，根据试题要求完成习作。 |
| 口试     | - 阅读 - 听力 - 口语 | 15分钟左右 | 与教授交谈                                                                                                  |

## 考生要求
- 报考者必须年满16岁，接受过三年的中学教育。
- 考生在考试期间不可以使用词典、书籍、笔记和电子设备。
- 考试次数没有限制。